# 이스파르구스

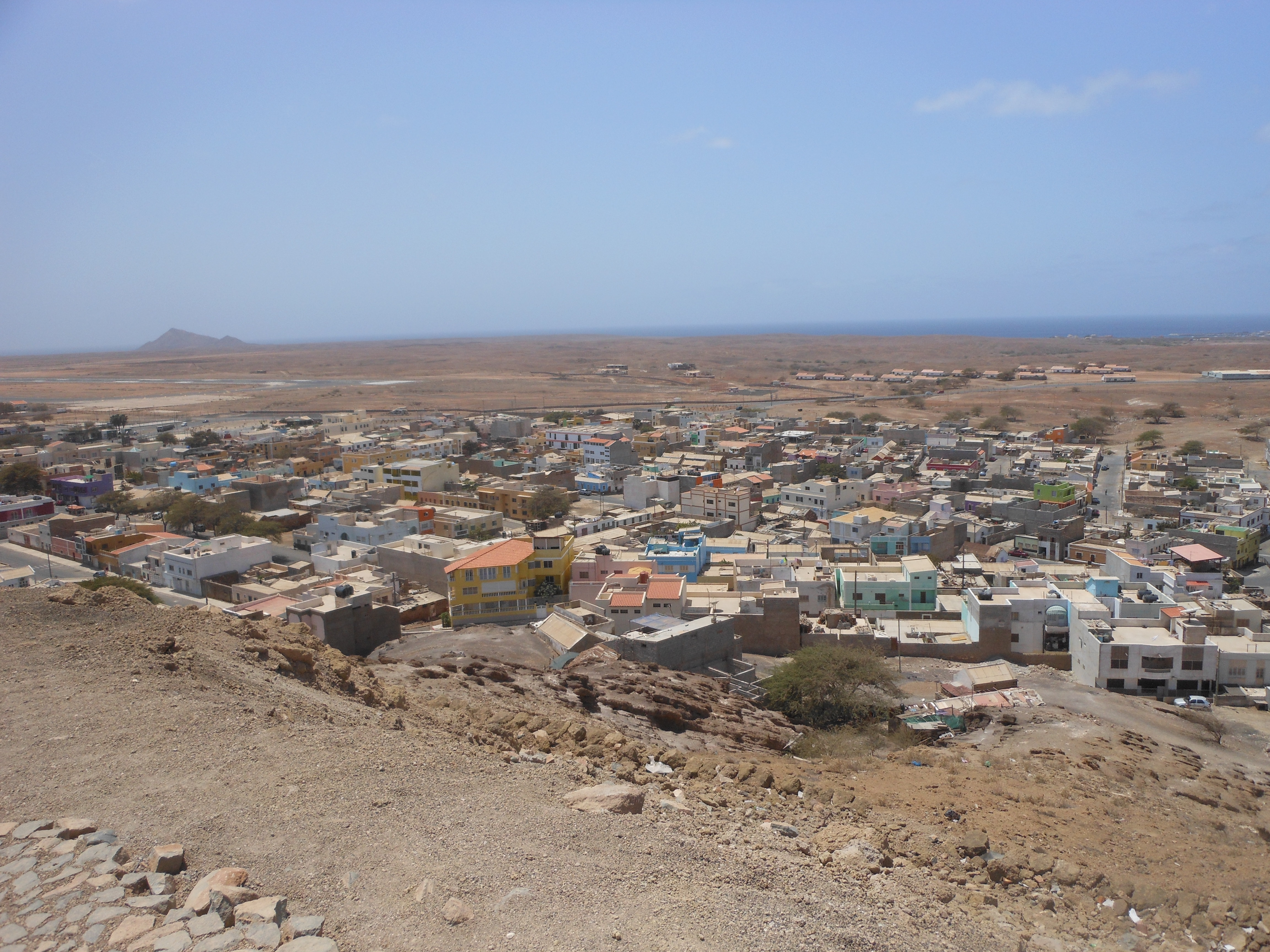
이스파르구스

이스파르구스(포르투갈어: Espargos)는 카보베르데 살섬에 위치한 도시로 인구는 17,081명(2010년 기준)이다. 행정 구역상으로는 살시에 속한다. 도시 이름은 포르투갈어로 "아스파라거스"를 뜻한다. 아밀카르 카브랄 국제공항이 이 곳에 위치한다.